# John Piccard
John Piccard (28 dicembre 1965) è un ex sciatore alpino francese.

## Biografia
John Piccard, originario di Les Saisies, proviene da una famiglia di grandi tradizioni nello sci alpino: è fratello di Franck, Ian, Jeff, Leïla e Ted e zio di Roy, tutti atleti di alto livello. Specialista delle prove tecniche, debuttò in campo internazionale in occasione dei Mondiali juniores di Sestriere 1983; in Coppa del Mondo ottenne tre piazzamenti, tutti in slalom speciale: il primo, che sarebbe rimasto il migliore di Piccard, il 22 gennaio 1989 a Wengen (11º), l'ultimo il 4 marzo 1990 a Veysonnaz (15º), suo ultimo risultato agonistico. Non prese parte a rassegne olimpiche né ottenne piazzamenti iridati.

## Palmarès

### Coppa del Mondo
- Miglior piazzamento in classifica generale: 86º nel 1989

### Campionati francesi
- 1 medaglia (dati parziali, dalla stagione 1987-1988):
  - 1 oro (combinata[senza fonte] nel 1988)